# Aiuto, ho ristretto mamma e papà!
Aiuto, ho ristretto mamma e papà! (Hilfe, ich hab meine Eltern geschrumpft) è un film del 2018 diretto da Tim Trageser.

## Trama
Le ossa di Hulda Stechbarth prendono vita e vuole vendicarsi di quanto le è stato fatto da Otto Leonard diversi anni prima; per farlo prepara una pozione in grado di trasferire la sua anima nella scuola, iniziando così ad infestarla e ad indebolire Otto. Che ci sia qualcosa che non va nella scuola si capisce molto presto quando iniziano a comparire profonde crepe che portano al museo di Otto; la professoressa Schmitt-Gössenwein decide di controllare e si trova di fronte a Hulda, nel quadro insieme a Otto, che la rimpicciolisce facendola cadere nel percorso di formazione al piano inferiore. Otto riesce a liberarsi di Hulda spingendola fuori dal quadro ma lei ora è in carne ed ossa.
I genitori di Felix, che continuano a litigare per una proposta di lavoro a Dubai che Peter vorrebbe accettare costringendo la famiglia a trasferirsi, si recano a scuola perché chiamati dalla professoressa Schmitt che vuole opinioni in merito alla sicurezza della struttura, dopo le numerose crepe che si sono formate su parecchie mura dell'edificio; qui però non trovano la direttrice ma si trovano davanti Hulda e quando le dicono che sarebbe meglio chiudere la scuola, non menzionando però ai problemi di sicurezza, Otto li rimpicciolisce e Hulda si impossessa della sfera necessaria al rimpicciolimento e prende i genitori di Felix, rinchiudendoli in una gabbia per uccelli.
Il protagonista, non vedendo rientrare a casa i suoi genitori, si preoccupa e prova a contattarli al cellulare ma non ricevendo risposta decide di andare a scuola per controllare, trovando tuttavia solo la loro auto. I suoi genitori decidono di fuggire e fanno oscillare la gabbia fino a quando non si stacca dal trespolo, finendo però fuori dalla finestra e cadendo per la strada, mentre Schmitt rinviene e si accorge di essere piccola e di essere all'interno di una delle stanze del percorso di apprendimento così capisce che per uscire deve risolvere i vari enigmi; quando riesce ad uscire dalla prima stanzaviene raggiunta e presa da Hulda.
Peter e Sandra, ormai liberi, pensano a come tornate a casa e quando vedono un fattorino consegnare le pizze di Marco si buttano nella cesta senza pensarci due volte; arrivati a casa raccontano dell'accaduto a Felix e gli chiedono aiuto, li sfama, li lava e li mette a dormire mentre lui decide di controllare a casa della Schmitt; lì però trova Hulda che lo invita ad andarsene; una volta che si è liberata della presenza di Felix, Hulda apprende dalla Schmitt che è in programma un incontro con i genitori e capisce che sarà il momento ideale per sbarazzarsi di Otto Leonard; una volta a scuola consegna a Michalsky una scatoletta contenente la sfera e gli chiede di nasconderla all'interno della stanza nella torre della scuola.
Quando Felix vede il museo di Otto Leonard quasi vuoto e si accorge che manca la sfera decide di cercare la Schmitt nel suo ufficio e la trova imprigionata in un gomitolo di lana in un cassetto della scrivania e la libera, poi torna al museo e mentre stanno discutendo su come risolvere la cosa arriva Hulda che imprigiona nuovamente la Schmitt mentre Felix riesce a fuggire con i suoi genitori; rientrato a casa riunisce i suoi amici e progetano un piano per risolvere la situazione; nel frattempo Hulda spedisce la Schmitt con la posta pneumatica nascondendola nella cantina della scuola.
I cinque ragazzi vanno a scuola e mettono in atto il loro piano, Felix ed Ella ri arrampicano sulla torre della scuola e recuperano la sfera, Mario e Chris si intrufolano nella scuola e recuperano la Schmitt. Poi si ritrovano nel museo dove Hulda riesce a tornare nel quadro portando con sé Peter e Sandra; Felix lancia la sfera all'interno del quadro ripristinando i poteri di Otto che butta fuori dal quadro Hulda, Peter e Sandra per poi riportare tutti alla loro grandezza naturale.

## Personaggi
- Felix: è il protagonista maschile della storia. Inizialmente stressato dai continui litigi dei genitori per il possibile trasferimento a Dubai, poi capisce quanto sono importanti per lui.
- Ella, Mario, Chris e Robert: sono i co-protagonisti e sono gli amici di Felix, lo aiuteranno a salvare i suoi genitori e la direttrice Schmitt.
- Direttrice Schmitt-Gössenwein: è una delle protagoniste femminili che prova a salvare la scuola.
- Genitori di Felix (Peter e Sandra): sono i protagonisti nella storia. Litigano spesso per il nuovo lavoro che Peter vuole accettare, alla fine decide di rimanere con la famiglia.
- Hausmeister Michalski: personaggio secondario, è il manutentore della scuola.
- Hulda Stechbarth: è la professoressa scomparsa, ed è la principale antagonista della storia. Era stata rimpicciolita da Otto Leonard per proteggere la scuola diversi anni prima e ora vuole vendicarsi.
- Otto Leonard: è il fantasma che infesta e protegge la scuola.

## Distribuzione

### Data di uscita
Le date di uscita internazionali nel corso del 2018 sono state:
- 18 gennaio in Germania (Hilfe, ich hab meine Eltern geschrumpft)
- 19 gennaio in Austria
- 2 marzo in Estonia
- 17 maggio in Israele (Hatzilou! Kivatzti et ha'horim)
- 13 luglio in Polonia (Ratunku, zmniejszyłem rodziców)
- 16 agosto in Kuwait
- 19 agosto in Paesi Bassi (Help, mijn ouders zijn gekrompen)

Le date di uscita internazionali nel corso del 2021 sono state:
- 27 maggio in Russia (Помогите, я уменьшил своих родителей)

## Riconoscimenti
| - 2019 – Austrian Film Award - Miglior scenografia - Candidata per la migliore scenografia a Alexandra Maringer |

## Sequel
Nel 2021 uscì il sequel Aiuto, ho ristretto i miei amici!